# Greifensee (sjö)
Greifensee är en sjö i Schweiz.   Den ligger i kantonen Zürich, i den centrala delen av landet, 100 km öster om huvudstaden Bern. Greifensee ligger 435 meter över havet. Arean är 8,4 kvadratkilometer. Den sträcker sig 4,4 kilometer i nord-sydlig riktning, och 3,9 kilometer i öst-västlig riktning.
Följande samhällen ligger vid Greifensee:
- Uster
- Greifensee
- Schwerzenbach
- Ebmatingen
- Fällanden
- Riedikon

Omgivningarna runt Greifensee är en mosaik av jordbruksmark och naturlig växtlighet. Runt Greifensee är det tätbefolkat, med 297 invånare per kvadratkilometer.